# Scotophilus tandrefana
Scotophilus tandrefana és una espècie de ratpenat de la família dels vespertiliònids. És endèmic de Madagascar.

## Descripció

### Dimensions
És un ratpenat de petites dimensions, amb una llargada total de 111 mm, la llargada de l'avantbraç entre 44 i 47 mm, la llargada de la cua entre 43 i 46 mm, la llargada del peu entre 7 i 7,5 mm, la llargada de les orelles de 13 mm i un pes fins a 14,2 g.

### Aspecte
El pelatge és llarg i tou. Les parts dorsals són de color marró fosc, mentre que les parts ventrals són marrons. El musell és curt i robust, els narius són lleugerament allargats i en forma de mitja lluna, amb l'obertura lateral i cap endavant. El llavi superior és cobert de manera regular de petits pèls. Les orelles són curtes i negrenques. El tragus és llarg, inclinat cap endavant, amb la punta arrodonida i amb un complex peduncle. Les membranes alars són negre-marronoses fosques. La cua és llarga i inclosa completament a l'ample uropatagi.

## Biologia

### Alimentació
S'alimenta d'insectes.

## Distribució i hàbitat
Aquesta espècie és coneguda només a dues localitats de Madagascar, a la Reserva Naturale Integrale Tsingy de Bemaraha a la part occidental i a Sarodrano al sud. Un tercer individu fotografiat al bosc de Kirindy, a l'oest de l'illa, podria ser el terç exemplar conegut.
Viu probablement als boscos secs caducifolis en presència d'activitat humana.

## Estat de conservació
La Llista Vermella de la UICN, tenint en compte que aquesta espècie és coneguda només a partir de dos individus capturats fins al 2003 i no hi ha informació sobre l'estat de la població i les eventuals amenaces, classifica S. tandrefana com a espècie amb dades insuficients (DD).